# ملبينيانو
ملبينيانو (بالإيطالية: Melpignano)‏ هي بلدية في مقاطعة ليتشي في إقليم بوليا الإيطالي.

## السكان
في سنة 1861 بلغ عدد السكان 715 نسمة، وتطور العدد ليصل في سنة 2011 لـ 2٬209 نسمة.
يظهر هذا المخطط البياني تطور النمو السكاني لـ ملبينيانو